# Arenostola amseli
Arenostola amseli là một loài bướm đêm trong họ Noctuidae.